# FSKAREN
FSKAREN（えふえすかれん）は、富士ソフトが開発したかな漢字変換ライブラリ、もしくはそれを利用した組み込み機器用ライブラリおよびAndroid、Windows向け有料日本語入力システムの総称である。公式サイト（https://www.fskaren.jp/）も存在する。

## 概要
携帯電話やPHS、PDA、ファックス、カーナビなどの組み込み機器に多く採用されている。OEMによりFSKARENの名称が明示されずに搭載されることもある（シャープの「ケータイShoin」など）。
「AI予測変換」など他の日本語入力システム同様予測変換機能を搭載しているほか、ワンタッチ変換（シングルタップ入力の一種）やローマ字簡易変換（任意のひらがな文字列をローマ字に変換する機能）、パーソナルモード（ビジネス用とプライベート用で予測変換候補を変化させる機能）などを備えている。
容量の小さな機器向けに簡易連文節変換機能や学習機能のみに絞った"FSKAREN/MINI"や単文節変換のみに特化した"FSKAREN/P"もある。
Androidでは華為技術(Huawei)やASUSなどの端末にプリインストールされている。また個人向けにGoogle Playストアでも販売されている。
Windows向けFSKARENではソフトウェアキーボードがカスタマイズ可能で、50音キーボードにも対応している。